# مارك دوغلاس (سياسي)
مارك دوغلاس (بالإنجليزية: Mark Douglas)‏ هو فلاح وشخصية أعمال وسياسي أمريكي، ولد في 19 سبتمبر 1829، وتوفي في 12 سبتمبر 1900. حزبياً، نشط في الحزب الجمهوري. وقد انتخب عضو جمعية ولاية ويسكونسن.